# Black and White (film, 1999)
Pour les articles homonymes, voir Black and White.
Ne doit pas être confondu avec Black and White (téléfilm).
Pour plus de détails, voir Fiche technique et Distribution.
Black and White est un film américain écrit et réalisé par James Toback, sorti en 1999.

## Synopsis
Rich Bower (Power) est une star montante dans le monde du hip-hop. Tout le monde veut être autour de lui, y compris Raven (Gaby Hoffman) et ses camarades lycéens blancs de la classe supérieure. L'attrait croissant de la culture noire chez les adolescents blancs fascine le réalisateur de documentaires Sam Donager (Brooke Shields), qui entreprend d'en faire la chronique avec son mari, Terry (Robert Downey Jr.). Mais avant que Bower ne soit rappeur, il était gangster, et son passé criminel revient le hanter ainsi que tous ceux qui l'entourent.

## Fiche technique
- Titre original français : Black and White
- Réalisation et Scénario : James Toback
- Photographie : David M. Ferrara
- Montage : Myron I. Kerstein
- Musique : American Cream Team et Oliver 'Power' Grant (en)
- Direction artistique : Anne Ross et Alisa Grifo
- Décors : Maureen Osborne
- Costumes : Jacki Roach
- Casting : Stephanie Corsalini et Louis DiGiaimo
- Producteur : Daniel Bigel, Michael Mailer et Ron Rotholz ; Raekwon et Alinur Velidedeoglu (associés)
  - Producteur exécutif : Mark Burg, Oliver 'Power' Grant, Oren Koules, Hooman Majd et Edward R. Pressman,
- Sociétés de production : Bigel / Mailer Films et Palm Pictures
- Sociétés de distribution : Screen Gems
- Pays de production :  États-Unis
- Langue originale : Anglais américain, anglais canadien et anglais
- Format : couleur - 35 mm - 1,85:1 - son Dolby Digital
- Genre : Film dramatique, Comédie musicale
- Durée : 98 minutes
- Dates de sortie :
  - États-Unis : 4 septembre 1999 (festival du film de Telluride), 5 avril 2000 (sortie nationale)
  - France : 29 novembre 2000

Source : IMDb

## Distribution
- Robert Downey Jr. (VF : Sébastien Desjours) : Terry Donager
- Gaby Hoffmann : Raven
- Allan Houston : Dean Carter
- Jared Leto (VF : Damien Witecka) : Casey
- Scott Caan : Scotty
- Stacy Edwards : Sheila King
- Kidada Jones : Jesse
- Marla Maples : Muffy
- Joe Pantoliano : Bill King
- Bijou Phillips : Charlie
- Oliver 'Power' Grant (en) : Rich Bower
- Raekwon : Cigar
- Claudia Schiffer : Greta
- William Lee Scott : Will King
- Brooke Shields (VF : Rafaèle Moutier) : Sam Donager
- Ben Stiller (VF : Maurice Decoster) : Mark Clear
- Eddie Kaye Thomas : Marty King
- Frank Adonis : Frank
- Elijah Wood : Wren
- James Toback : Arnie Tishman
- Mike Tyson : lui-même
- Brett Ratner : lui-même